# Cheshire (Connecticut)
Cheshire is een plaats (town) in de Amerikaanse staat Connecticut, en valt bestuurlijk gezien onder New Haven County.

## Demografie
Bij de volkstelling in 2000 werd het aantal inwoners vastgesteld op 28.543.

## Geografie
Volgens het United States Census Bureau beslaat de plaats een oppervlakte van
86,5 km², waarvan 85,2 km² land en 1,3 km² water.

## Plaatsen in de nabije omgeving
De onderstaande figuur toont nabijgelegen 'incorporated' en 'census-designated' plaatsen in een straal van 24 km rond Cheshire.